# Bonde Bondeson
Bonde Bondeson i riksdagen kallad Bondeson i Karlsnäs, född 30 maj 1870 i Svalöv, Malmöhus län, död 2 juli 1958 i Svalöv, var en svensk civilingenjör och politiker. Han var son till Per Bondesson och bror till Lennart Bondeson.
Bondeson avlade civilingenjörsexamen 1894 i väg- och vattenbyggnad vid Kungliga Tekniska högskolan. Han var ledamot av riksdagens första kammare 1914–1917, invald i Malmöhus läns valkrets. Han skrev själv fem egna motioner om blanda annat inlösen av en järnväg, om värnskatten och om tillfälliga löneförbättringar åt lärare vid lantmanna- och folkhögskolor.